# Boualem Bouferma
Boualem Bouferma (en arabe : بوعلام بوفرمة) est un footballeur algérien né le 29 septembre 1976 à Douéra dans la wilaya d'Alger. Il évoluait au poste d'attaquant.

## Biographie
Boualem Bouferma dispute 75 matchs en première division algérienne entre 2002 et 2009, inscrivant 15 buts.
Lors de la saison 2002-2003, il se met en évidence en inscrivant huit buts en championnat. Il est l'auteur d'un doublé le 25 octobre 2002, lors de la réception du NA Hussein Dey, permettant à son équipe de l'emporter sur le score de 3-0.

## Palmarès
RC Kouba
- Championnat d'Algérie D2 (1) :
  - Champion : 2000-01.